# Zignisis repens
Zignisis repens is een zachte koraalsoort uit de familie Isididae. De koraalsoort komt uit het geslacht Zignisis. Zignisis repens werd in 1915 voor het eerst wetenschappelijk beschreven door Briggs. 